# Cliff Young
Albert Ernest Clifford Young (8 de febrero de 1922-2 de noviembre de 2003) fue un granjero de patatas y atleta australiano, de Beech Forest, Victoria, conocido por su inesperado triunfo de la carrera inaugural de la Ultramaratón Sídney a Melbourne en 1983 a la edad de 61 años.

## Primeros años
Hijo mayor de Mary y Albert Ernest Young, nacido el 8 de febrero de 1922, Albert Ernest Clifford Young creció en una granja en Beech Forest en el suroeste de Victoria. La granja familiar tenía aproximadamente 2000 acres con aproximadamente 200 ovejas. Young podía reunir el rebaño a pie, diciendo que era el método más sencillo.
En 1982, después de entrenar por meses alrededor de Otway Ranges, Young intentó romper el récord mundial de Siegfried "Ziggy" Bauer por 1000 millas (1609 km) en 11 días y 23 horas. El intento fue en Colac's Memorial Square. Young tuvo que abandonar el intento después de recorrer 500 millas (805 km). Reflexionando sobre el intento fallido, Young escribió que él y su equipo de apoyo eran inexpertos y estaban mal preparados.

## Ultramaratón de Sídney a Melbourne
En 1983, el granjero de patatas ganó la Ultramaratón inaugural de Sídney a Melbourne, con una distancia de 875 kilómetros (543,7 mi). El recorrido de la carrera fue entre los dos mayores centros comerciales de Australia en aquel entonces: Westfield Parramatta, en Sídney, y Westfield Doncaster, en Melbourne. Él corrió a un paso circular lento siguiendo a los líderes durante la mayor parte del primer día, pero corriendo mientras los otros dormían, él tomó el liderazgo la primera noche y lo mantuvo durante el resto de la carrera, finalmente ganó por una diferencia de diez horas.
Antes de correr la carrera, él dijo a la prensa que había estado corriendo durante dos o tres días agrupando las ovejas en botas de agua. Él declaró después que durante la carrera imaginó que estaba corriendo tras las ovejas tratando de no ser alcanzados por una tormenta. La carrera de Westfield le llevó cinco días, 15 horas y cuatro minutos, casi dos días más rápido que el anterior récord entre Sídney y Melbourne. Todos los competidores que finalizaron la carrera rompieron el anterior récord. A pesar de intentarlo nuevamente en años posteriores, Young no pudo mejorar su desempeño o ganar nuevamente.
Él se volvió muy popular después de su hazaña de "la tortuga y la liebre", tanto que en Colac, Victoria, la Carrera Australiana Cliff Young de seis días fue establecida ese mismo año. En 1984 fue galardonado con La Medalla de la Orden de Australia por "atleta de larga distancia".
En 1997 a la edad de 76, intentó romper el récord de Ron Grant alrededor de Australia y completó 6520 de los 16000 kilémetros, pero tuvo que retirarse porque uno de los miembros de su equipo enfermó. En el año 2000 logró el récord mundial de edad en la carrera de seis días de Victoria.

## Vida personal

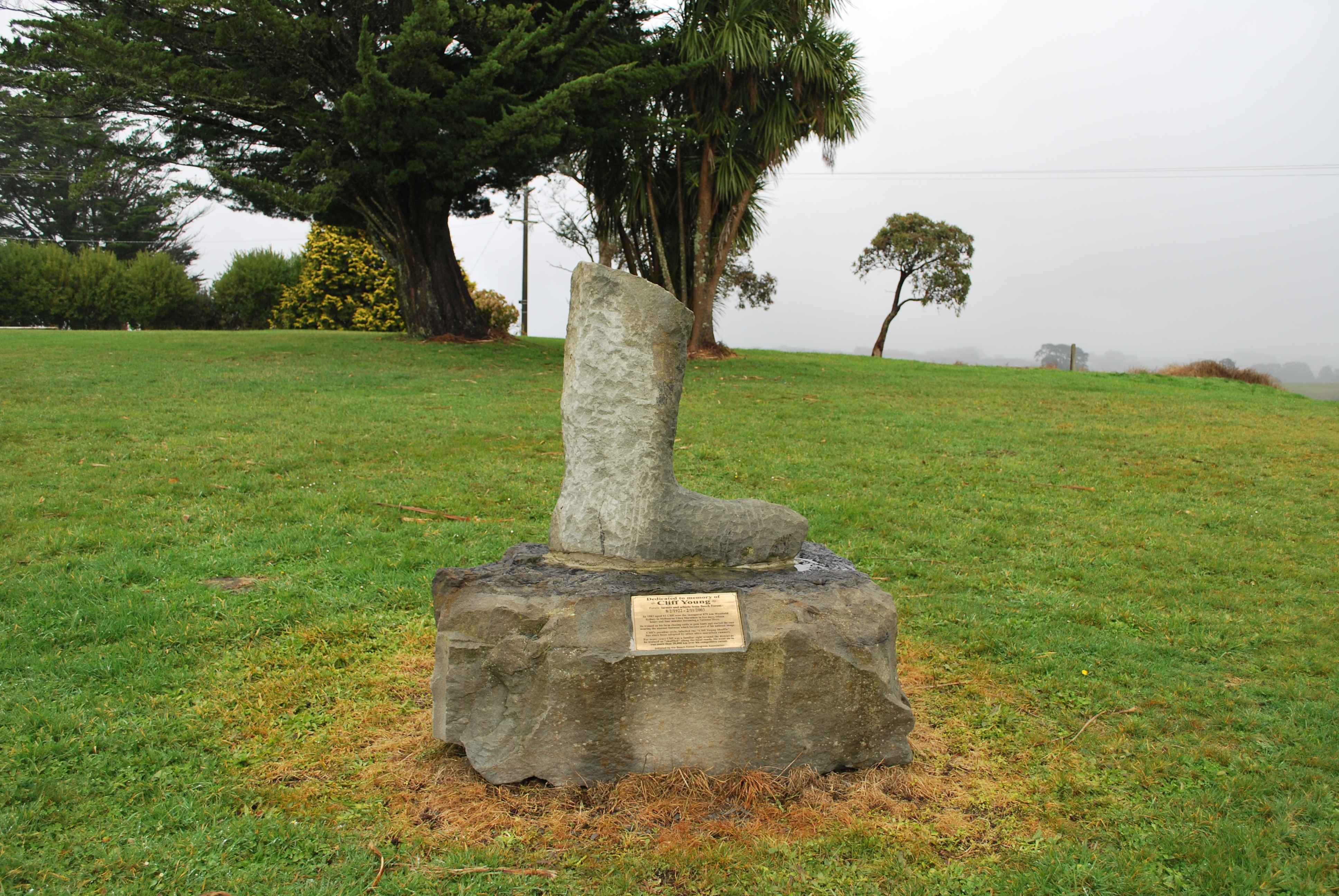
Memorial to Young in the form of a gumboot in Beech Forest, Victoria

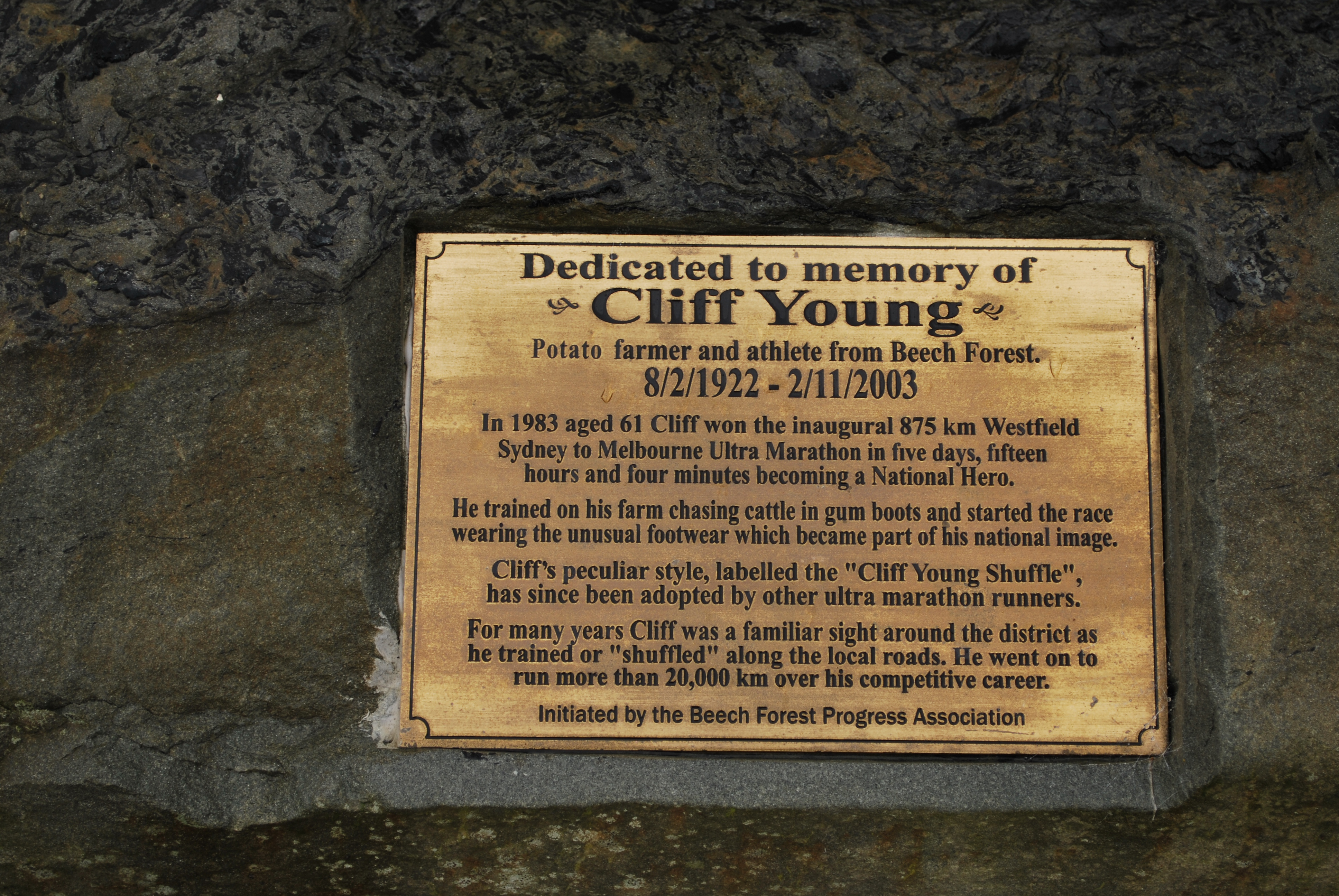
Cliff Young memorial plaque

Young fue vegetariano desde 1973 hasta su muerte. Él vivió en la casa de su familia con su madre y su hermano Sid. Young fue soltero durante toda su vida, pero luego de la carrera de 1983, a la edad de 62 años, él se casó con Mari Howell de 23 años, 39 años menor que él. El patrocinador de la carrera, Westfield, fue sede de la boda para entretenimiento de los compradores. Young y Howell se divorciaron cinco años más tarde. Renombrado por su desgarbado estilo de correr, Young corrió más de 20 000 kilómetros durante su vida competitiva. Tras cinco años de enfermedad, murió de cáncer a la edad de 81 años el 2 de noviembre de 2003 en su casa de Queensland.
Un memorial en forma de bota de plástico en Beech Fores es dedicado a Young, y la avenida Cliff Young y el parque Cliff Young fueron nombrados así en su honor.

## El arrastrado Young
El "arrastrado Young" ha sido adoptado por algunos ultra-maratonistas porque gasta menos energía. Al menos tres de los ganadores de la carrera de Sídney a Melbourne usaron este método para ganar la carrera.[cita requerida] En 2010, la comediante Hannah Gadsby nombró su espectáculo en el Festival de comedia de Sídney "El arrastrado de Cliff Young" en tributo.

## PelículaCliffy
En mayo de 2013, la cadena ABC1 transmitió Cliffy, una película sobre la victoria de Young en la carrera de 1983. La película fue interpretada por Kevin Harrington como Young, con su equipo de soporte interpretado por Roy Billing como su entrenador Wally, Anne Tenney como su hermana Eunice y Joshua Hine como Paul. Krew Boylan interpretó a Mary Howell, y la madre de Young fue interpretada por Joan Sydney.